# Пећина Градашница
Пећина Градашница је пешачка стаза планинарско-туристичког карактера у НП Ђердап, креће са Мирочког пута и води до пећине Градашница на Мирочу, највећем крашком подручју у оквиру парка. 
Пролази кроз нетакнуту природу, густе букове шуме и шикаре храста.
Стаза је класификована као средње тешка, дужине је 2km, просечног нагиба од 15—20% и планирано време проласка је 45 минута.